# Billy Barnes (Komponist)
William Christopher „Billy“ Barnes, Jr. (* 27. Januar 1927 in Los Angeles; † 25. September 2012 ebenda) war ein US-amerikanischer Komponist und Liedtexter. Er wuchs in Los Angeles auf. Aus seiner Ehe mit Schauspielerin Joyce Jameson hatte er einen Sohn; später ließ sich das Paar scheiden. Bei seinem Tod war er seit 30 Jahren mit Richard T. Jordan verheiratet.

## Karriere
Zu seinen Hits zählen das von Patti Page und Barbra Streisand aufgenommene Lied „(Have I stayed) Too Long at the Fair“, und „Something Cool“, das von der Jazzsängerin June Christy aufgenommen wurde. Barnes ist aber am meisten für seine humoristischen Revuen bekannt, in denen er sich oft über kulturelle Themen lustig machte. Sein erster großer Erfolg war „The Billy Barnes Revue“, die 1959 am Broadway aufgeführt wurde. Er schrieb auch die Musik und Texte für die Revue Blame it on the Movies (1988), bei der David Galligan Regie führte. Barnes, der „Revue-Meister Hollywoods“, war sowohl ein geübter Komponist als auch ein kunstfertiger Pianist.
Schon in der Highschool begann Barnes musikalische Sketches zu schreiben. An der University of California, Los Angeles, an der er Theaterwissenschaften studierte, setzte er dies fort. Als Student fing er an, mit dem Regisseur Bob Rodgers zusammenzuarbeiten. 1956 wurde ihre erste professionelle Revue, A Cabaret Concert Show, in Los Angeles uraufgeführt. Die Revuen von Barnes waren ein Sprungbrett für die Karriere vieler begabten Komiker und Sänger wie Bert Convy, Ken Berry, Jo Anne Worley, Jackie Joseph, Ann Morgan Guilbert, Donald Ross, Dick Patterson, Dave Ketchum und auch für seine damalige Frau, Joyce Jameson.
Barnes arbeitete auch beim Fernsehen, er schrieb und komponierte Musikstücke für mehrere Serien wie Rowan & Martin’s Laugh-In und The Carol Burnett Show. Für seine Arbeit wurde er insgesamt sechsmal für einen Emmy nominiert. Er schrieb auch die Eröffnungsstücke für mehrere Oscarverleihungen. Außerdem schrieb er humoristische bzw. zeitkritische Lieder für Hauptfiguren des Showbusiness, wie z. B. für Lucille Ball, Bette Davis und Angela Lansbury. Er komponierte auch die Musik für den Fernsehfilm Pinocchio (1976), der Sandy Duncan in der Titelrolle sowie Danny Kaye in der Rolle des „Mister Geppetto“ und Flip Wilson als den Fuchs zeigte.
In den 90er-Jahren spielte er in der US-Comedyserie Verrückt nach dir die wiederkehrende Figur „Mr. Edlin“, der Musikdirektor und Pianist eines Laientheaters. 
Für sein Lebenswerk im Theater wurde er 1989 mit dem Theatre League Alliance Governors Award ausgezeichnet. Barnes starb am 25. September 2012. Nach seinem Tod wurde in der US-Serie Getting On die Langzeitpflegeabteilung eines fiktiven Krankenhauses in Long Beach, Kalifornien, nach Barnes benannt.

## Werke

### Revuen
- In League with Ivy
- Feeling Ourselves (1957)
- Something Cool (1957)
- Billy Barnes Summer Revue (1958, 1962)
- The Billy Barnes Revue (1958)
- Billy Barnes Party (1961)
- The Billy Barnes People (1961)
- Billy Barnes’ L.A. (1962)
- Billy Barnes’ Hollywood (1964)
- Best Friends (1980)
- Movie Star (1982)

### Fernsehmusik
- Rowan and Martin’s Laugh-In
- The Danny Kaye Show
- The Sonny & Cher Comedy Hour
- Cher
- The Carol Burnett Show
- Pinocchio (1976 Fernsehfilm)